# Кубок шотландської ліги з футболу 2009—2010
Кубок шотландської ліги 2009–2010 — 64-й розіграш Кубка шотландської ліги. Змагання проводиться за системою «плей-оф», де і визначають переможця. Переможцем став Рейнджерс.

## Календар
| Раунд        | Дата               | Матчі | Клуби   |
| ------------ | ------------------ | ----- | ------- |
| Перший раунд | 1-2 серпня 2009    | 16    | 42 → 26 |
| Другий раунд | 25-26 серпня 2009  | 10    | 26 → 16 |
| 1/8 фіналу   | 22-23 вересня 2009 | 8     | 16 → 8  |
| 1/4 фіналу   | 27-28 жовтня 2009  | 4     | 8 → 4   |
| 1/2 фіналу   | 2-3 лютого 2010    | 2     | 4 → 2   |
| Фінал        | 21 березня 2010    | 1     | 2 → 1   |

## Перший раунд
| Команда 1                     | Рахунок      | Команда 2              |
| ----------------------------- | ------------ | ---------------------- |
| 1 серпня 2009                 |              |                        |
| Ейрдрі Юнайтед (2)            | 0:0 пен. 3:4 | Аллоа Атлетік (3)      |
| Альбіон Роверз (4)            | 3:0          | Лівінгстон (4)         |
| Бріхін Сіті (3)               | 4:0          | Елгін Сіті (4)         |
| Клайд (3)                     | 1:3          | Форфар Атлетік (4)     |
| Ковденбіт (3)                 | 1:3          | Грінок Мортон (2)      |
| Дамбартон (3)                 | 0:5          | Данфермлін Атлетік (2) |
| Данді (2)                     | 5:0          | Странрар (4)           |
| Іст Файф (3)                  | 2:3          | Рейт Роверз (2)        |
| Інвернесс Каледоніан Тісл (2) | 4:0          | Еннан Атлетік (4)      |
| Партік Тісл (2)               | 5:1          | Бервік Рейнджерс (4)   |
| Пітерхед (3)                  | 0:3          | Арброт (3)             |
| Квінз Парк (4)                | 1:4          | Квін оф зе Саут (2)    |
| Росс Каунті (2)               | 5:0          | Монтроз (4)            |
| Стенхаузмур (3)               | 0:5          | Сент-Джонстон          |
| Стерлінг Альбіон (3)          | 1:2 дч       | Ейр Юнайтед (2)        |
| 2 серпня 2009                 |              |                        |
| Іст Стерлінгшир (4)           | 3:6          | Сент-Міррен            |

## Другий раунд
| Команда 1                     | Рахунок | Команда 2            |
| ----------------------------- | ------- | -------------------- |
| 25 серпня 2009                |         |                      |
| Аллоа Атлетік (3)             | 0:2     | Данді Юнайтед        |
| Форфар Атлетік (4)            | 2:4     | Данді (2)            |
| Інвернесс Каледоніан Тісл (2) | 4:1     | Альбіон Роверз (4)   |
| Кілмарнок                     | 3:1     | Грінок Мортон (2)    |
| Партік Тісл (2)               | 1:2     | Квін оф зе Саут (2)  |
| Росс Каунті (2)               | 2:1     | Гамільтон Академікал |
| 26 серпня 2009                |         |                      |
| Арброт (3)                    | 0:6     | Сент-Джонстон        |
| Ейр Юнайтед (2)               | 0:2     | Сент-Міррен          |
| Данфермлін Атлетік (2)        | 3:1     | Рейт Роверз (2)      |
| Гіберніан                     | 3:0     | Бріхін Сіті (3)      |

## 1/8 фіналу
| Команда 1           | Рахунок | Команда 2                     |
| ------------------- | ------- | ----------------------------- |
| 22 вересня 2009     |         |                               |
| Данді (2)           | 3:2 дч  | Абердин                       |
| Гіберніан           | 1:3     | Сент-Джонстон                 |
| Кілмарнок           | 1:2     | Сент-Міррен                   |
| Мотервелл           | 3:2 дч  | Інвернесс Каледоніан Тісл (2) |
| Росс Каунті (2)     | 0:2     | Данді Юнайтед                 |
| 23 вересня 2009     |         |                               |
| Фолкерк             | 0:4     | Селтік                        |
| Гарт оф Мідлотіан   | 3:1     | Данфермлін Атлетік (2)        |
| Квін оф зе Саут (2) | 1:2     | Рейнджерс                     |

## 1/4 фіналу
| Команда 1      | Рахунок | Команда 2         |
| -------------- | ------- | ----------------- |
| 27 жовтня 2009 |         |                   |
| Данді (2)      | 1:3     | Рейнджерс         |
| Сент-Міррен    | 3:0     | Мотервелл         |
| Сент-Джонстон  | 2:1     | Данді Юнайтед     |
| 28 жовтня 2009 |         |                   |
| Селтік         | 0:1     | Гарт оф Мідлотіан |

## 1/2 фіналу
| Команда 1         | Рахунок | Команда 2     |
| ----------------- | ------- | ------------- |
| 2 лютого 2010     |         |               |
| Гарт оф Мідлотіан | 0:1     | Сент-Міррен   |
| 3 лютого 2010     |         |               |
| Рейнджерс         | 2:0     | Сент-Джонстон |

## Фінал
| 21 березня 2010 17:00 (EEST) |

| Сент-Міррен | 0:1      | Рейнджерс  |
| ----------- | -------- | ---------- |
|             | Протокол | Міллер 84' |

| Гемпден-Парк, Глазго Глядачів: 44 538 Арбітр: Крейг Томсон |